# Samuel Zygmuntowicz
Samuel Zygmuntowicz (Filadelfia, 24 de noviembre de 1956) es un lutier estadounidense. Comenzó su formación en el arte de la lutería a la edad de 13 años y estudió Construcción y Restauración con Peter Prier y Carl Becker.

## Biografía
Zygmuntowicz nació en Filadelfia y se licenció en la Violin Making School of America de Salt Lake City, en el estado de Utah. Completó su formación con 5 años de estudios de restauración en el taller de los maestros Jacques Français y René Morel. Su trabajo ha sido galardonado en el prestigioso concurso de lutería organizado por la Violin Society of America, cuando en 1980 le fue otorgada la medalla de oro en las categorías de timbre y factura. Está afincado en Brooklyn, New York desde 1985, donde se dedica también a construir réplicas de instrumentos clásicos. Zygmuntowicz utiliza un sistema basado en la aplicación de un método de diagnóstico por imágenes para estudiar el comportamiento de la madera. Durante varios años ha sido profesor en el taller de Acústica de la Violin Society of America, el VSA-Oberlin Acoustics Workshop. También ha colaborado en la exposición The Violin in America inaugurada en febrero del año 2008 por el Museum of Making Music, California.
El violinista Isaac Stern fue propietario de dos de sus violines que, tras su muerte en 2001, se subastaron en Tarisio en el año 2003. Ambos sobrepasaron el precio máximo alcanzado en subasta por un instrumento de cuerda construido por un lutier de hoy en día. Uno de ellos, construido por Zygmuntowicz en 1994 según un modelo de Guarneri del Gesú, ostenta el récord con 130.000 US$, prima de compra no incluida.
Intérpretes de primera fila poseen instrumentos de este lutier estadounidense: el violinista Maxim Vengerov, que posee una viola fabricada por Zygmuntowicz en 2004; el Cuarteto Emerson o el también estadounidense Joshua Bell, entre otros.